# Бенедикт Мар Грегориос
Бенедикт Мар Грегориос (англ. Benedict Mar Gregorios, малаял. ബെനെഡിക്ട് മാർ ഗ്രീഗോറിയോസ്), имя в миру — Бенедикт Варгис Грегориос Тхангалатхил (1 февраля 1916 — 10 октября 1994) — второй архиепископ Сиро-маланкарской католической церкви.

## Биография
Родился 1 февраля 1916 года в семье христиан-яковит Идикулы и Аннамма Тангалатил и был вторым ребёнком. При рождении он получил имя Тирумени, а при крещении — Варгис.
Посещал среднюю школу Св. Иоанна. В это время архиепископ Мар Иваниос начал реформировать сиро-маланкарскую церковь через Вифанийские ашрамы. Один из них находился поблизости от дома его родителей. В результате близкого знакомства с ашрамом Варгис, интересовавшийся саньясин, сблизился с Вифанийской церковью и Мар Иваниосом. 21 ноября 1933 он стал послушником в Вифанийском ашраме и принял новое имя Бенедикт. Его родители были против такого решения, но позже приняли его. После обучения в малой семинарии Св. Алоиза Бенедикта его направили в Папскую семинарию на Шри-ланке для изучения теологии и философии.
В 1944 году Бенедикт был рукоположен в сан священника Вифанского ашрама архиепископом Мар Иваниосом. После окончания обучения в Папской семинарии он был направлен в семинарию Св. Алоиза в качестве преподавателя сирийского языка. Для получения высшего образования Бенедикт был отправлен в Колледж Св. Иосифа в Тиручи. Там он изучал экономику.
Мар Грегориус стал первым директором Колледжа имени Мар Иваниоса.
В 1952 году был назначен вспомогательным епископом в архиепархии Тируванантапурама и титулярным епископом Антародоса, само рукоположение прошло 29 января 1953 года. После смерти архиепископа Мар Иваниоса в июле 1953 года был выбран вторым архиепископом Сиро-маланкарской церкви в 1955 году. Бенедикт взял епископское имя Бенедикт Мар Грегориус. 14 мая 1959 года он получил паллий. За время его службы в Сиро-маланкарской католдической церкви было основано много новых приходов. Он заложил Педагогический колледж им. Мар Теофила в Тривандруме и Колледжа им. Мар Грегориоса в Ченнаи.
Участвовал в работе Второго Ватиканского Собора.
За время его служения Сиро-маланкарская церковь расширила своё влияние на южные штаты Индии. 14 февраля 1958 года территориальная епархия Тируванантапурам расширила свои границы в северном направлении, включив в себя регион Малабар, Коимбатур, округ Нилгири,Карур Талук, а также карнатакские округа Майсур, Мандья, Кодагу, Хассан, Чикмагалур, Шимога и Южная Каннада .
10 октября 1994 года Мар Григориос умер после 41 года епископского служения. Его тело было похороненно в кафедральном Соборе Пресвятой Девы Марии. Он покоится рядом со своим учителем слугой божим архиепископом Мар Иваниосом.